# Herderova cena

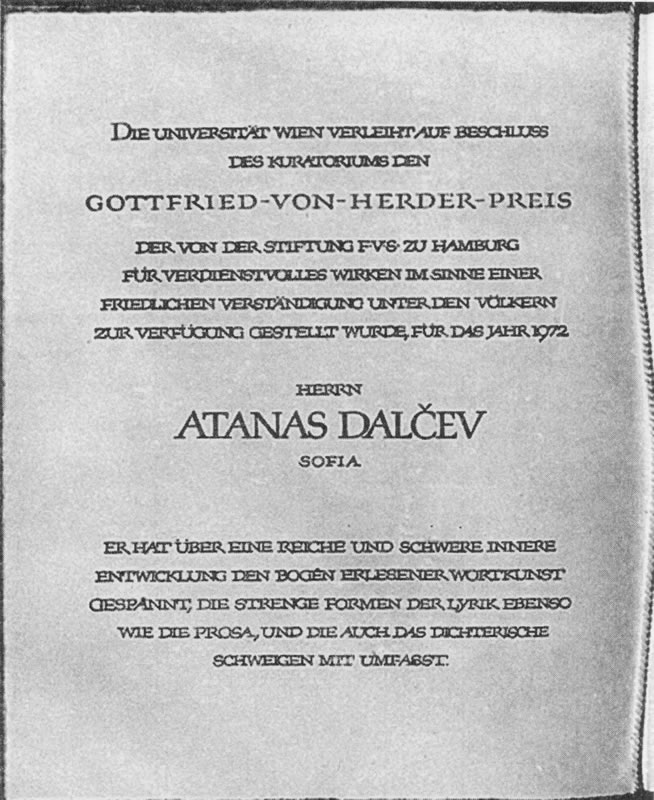

Herderova cena (německy Gottfried-von-Herder-Preis) byla mezinárodní cena udělovaná každoročně od roku 1964 do roku 2006 vědcům a umělcům ze střední a jihovýchodní Evropy. Byla pojmenovaná po německém filozofovi Johannu Gottfriedu Herderovi, jehož život a dílo přispěly ke kulturnímu porozumění evropských zemí a jejich mírových vzájemných vztahů. Založena byla v roce 1963, první ceny byly uděleny v roce 1964.
Porota byla složena ze zástupců německých a rakouských univerzit. Financování ceny, která činila 15 000 eur, sponzorovala Nadace Alfreda Toepfera se sídlem v Hamburku. Ceny byly tradičně předávány na výročním ceremoniálu na univerzitě ve Vídni prezidentem Rakouska. Každá cena také zahrnovala roční stipendium na rakouské univerzitě, udělené mladé osobě nominované vítězným učencem nebo umělcem.
Cena byla otevřena humanitním vědcům a umělcům z nejrůznějších oborů, včetně etnografů, spisovatelů, architektů, skladatelů, básníků, folkloristů, malířů, historiků, literárních vědců, historiků umění, archeologů, divadelních režisérů, muzikologů, muzejníků, lingvistů, dramatiků atd. Několik spisovatelů, kteří obdrželi Herderovu cenu, později získalo Nobelovu cenu za literaturu, například Wisława Szymborská (v letech 1995 a 1996), Imre Kertész (v letech 2000 a 2002) a Světlana Alexijevičová (v letech 1999 a 2015 ), a mnoho dalších oceněných obdrželo další mezinárodní ocenění a byli členy jejich národních akademií.
Od svého vzniku byla cena otevřena vědcům a umělcům ze sedmi středo- a jihovýchodních, převážně komunistických, evropských zemí (Bulharsko, Československo, Řecko, Maďarsko, Polsko, Rumunsko a Jugoslávie). Po pádu komunismu v Evropě na konci 80. let a následných nepokojích, které vedly k rozpadu Jugoslávie, rozpadu Sovětského svazu a rozpadu Československa, byli na cenu vybíráni učenci a umělci ze všech nástupnických zemí. Počátkem 90. let se výběr mohl týkat i některých bývalých sovětských evropských zemí (pobaltské země Estonsko, Lotyšsko a Litva, Bělorusko a Ukrajina) a také Albánie.
Obvykle bylo každoročně vyhlašováno sedm příjemců, s výjimkou let 1964 (čtyři), 1977 (osm), 1993 (devět) a 2006 (pět) – to bylo také poslední udělení Herderovy ceny. V roce 2007 byla cena sloučena s dalšími oceněními sponzorovanými Nadací Alfreda Toepfera, a vznikla nová celoevropská výroční cena KAIROS Prize v hodnotě 75 000 eur, která se každý rok uděluje jedinému umělci na podporu jeho inovativní práce.

## Někteří čeští a slovenští laureáti
- 1965: Emanuel Hruška, Hugo Rokyta
- 1966: Ján Cikker
- 1967: Vladimír Kompánek
- 1969: Albín Brunovský, Bohuslav Fuchs
- 1970: Jan Filip
- 1971: Jiří Kolář
- 1973: Jan Racek
- 1974: Ján Podolák
- 1977: Albert Kutal
- 1978: Jiří Hrůza
- 1980: Kamil Lhoták
- 1981: Eugen Suchoň
- 1983: Jozef Jankovič
- 1984: Karel Horálek
- 1985: Růžena Grebeníčková
- 1986: Jiří Kotalík
- 1989: Václav Frolec
- 1990: Adriena Šimotová
- 1991: Emil Skála
- 1993: Elena Várossová
- 1994: Jitka Válová, Květa Válová
- 1996: Karel Hubáček
- 1999: Ferdinand Milučký
- 2000: Milan Kundera
- 2001: Marek Kopelent
- 2003: Ludvík Václavek
- 2004: Dušan Kováč
- 2005: Jiří Kuthan